# Подлевские
Подлевские — деревня в Слободском районе Кировской области в составе Шиховского сельского поселения.

## География
Находится на расстоянии примерно 12 км по прямой на юго-восток от центра города Киров недалеко от правого берега Вятки.

## История
Известна с 1678 года как деревня Трухина с 4 дворами. В 1764 году учтено 14 жителей из государственных крестьян и 14 ландмилиции. В 1873 году здесь (деревня Трухинская или Подлевская) учтено дворов 12 и жителей 80, в 1905 14 и 77, в 1926 17 и 80, в 1950 12 и 210. В 1989 году проживало 255 человек. 

## Население
Постоянное население  составляло 205 человек (русские 97%) в 2002 году, 200 в 2010.